# Potter-Gletscher
Der Potter-Gletscher ist ein rund 20 km langer Gletscher im ostantarktischen Viktorialand. Er fließt zwischen Mount Huggins und Mount Kempe in südwestlicher Richtung durch die Royal Society Range zum Skelton-Gletscher. 
Das Advisory Committee on Antarctic Names benannte ihn 1963 nach Lieutenant Commander Edgar A. Potter (1924–1978) von der United States Navy, einem Hubschrauberpiloten auf der McMurdo-Station im Jahr 1960.